# Glossophaginae
Glossophaginae — підродина ссавців родини листконосові (Phyllostomidae), ряду лиликоподібні (Vespertilioniformes, seu Chiroptera). 

## Систематика
'Підродина Glossophaginae'
- Триба Glossophagini
  - Рід Anoura
  - Рід Choeroniscus
  - Рід Choeronycteris
  - Рід Glossophaga
  - Рід Hylonycteris
  - Рід Leptonycteris
  - Рід Lichonycteris
  - Рід Monophyllus
  - Рід Musonycteris
  - Рід Scleronycteris
- Триба Lonchophyllini
  - Рід Lionycteris
  - Рід Lonchophylla
  - Рід Platalina
  - Рід Xeronycteris